# Esil Aūdany
Esil Aūdany är ett distrikt i Kazakstan.   Det ligger i oblystet Aqmola, i den centrala delen av landet, 400 km väster om huvudstaden Astana.